# Herbert Bormann
Herbert Bormann (* 31. März 1893; † 7. Juni 1955 in Wien) war ein leitender deutscher Funktionär des nationalsozialistischen Reichsarbeitsdienstes, der für seine „Verdienste“ um die preußische Provinz Brandenburg zum Preußischen Provinzialrat ernannt wurde.

## Leben
Er war Oberstarbeitsführer und zuletzt Generalarbeitsführer. Im März 1939 wurde er als ein um Staat und Volk verdienter Mann der Provinz Brandenburg vom Ministerpräsidenten Hermann Göring zum Preußischen Provinzialrat ernannt. Als solcher gehörte er  einem Gremium zur beratenden Mitwirkung an den Geschäften der allgemeinen Landesverwaltung der preußischen Provinz Brandenburg in Potsdam an. Bormann stand auf der Einheitsliste (Liste des Führers) zur Reichstagswahl 1938, zog aber nicht in den Reichstag ein.
Bereits 1941 war er kein Provinzialrat mehr, sondern der Generalarbeitsführer Botho von Pressentin genannt von Rautter wurde sein Nachfolger.
Bormann wohnte in Jühnsdorf, Kreis Teltow.